# Partido Solidaridad (Panamá)
El Partido Solidaridad fue un partido político panameño de centro. Se consideró como un partido democrático, pluralista, nacionalista y latinoamericanista, con el fin de crear una tercera fuerza que pudiera romper el bipartidismo entre arnulfistas y PRDs. Fue registrado oficialmente como partido político el 27 de diciembre de 1993 por Samuel Lewis Galindo, quien se convirtió en su líder político.
En las elecciones generales de 1994, el partido postuló a Lewis Galindo como candidato presidencial e hizo una alianza llamada Concertación Nacional junto con Misión de Unidad Nacional, de tendencia evangélica. Lewis Galindo quedó en la penúltima posición y Solidaridad apenas reunió 9.304 votos (0,87% del total), pero sumó cuatro diputados a la Asamblea Nacional, manteniendo la sobrevivencia del partido.
En las elecciones generales de 1999 se convirtió en un partido satélite del Partido Revolucionario Democrático (PRD) y formó parte de la Alianza Nueva Nación que tenía a Martín Torrijos como candidato. Solidaridad aportó 23.477 votos (1,84% del total) y cuatro diputados a la Asamblea Nacional.
Rumbo a las elecciones generales de 2004 Solidaridad recibió el apoyo de arnulfistas disidentes encabezados por Guillermo Endara (presidente de Panamá entre 1989-1994) y Guillermo Ford. Endara se convirtió en el candidato presidencial de Solidaridad y capitalizó una tercera fuerza en dichas elecciones criticando tanto a la administración arnulfista de Mireya Moscoso y a los líderes del PRD, no obstante quedó de segundo (siendo superado por Martín Torrijos) reuniendo 462.864 votos (30,86% del total) y nueve diputados a la Asamblea Nacional.
Luego de las elecciones, Endara y Lewis Galindo mantuvieron fuertes diferencias, provocando la salida de Endara de Solidaridad y de la facción civilista. El 5 de octubre de 2006 Solidaridad decidió fusionarse con el Partido Liberal Nacional para conformar el partido Unión Patriótica el cual a su vez se fusionó con el partido Cambio Democrático el 27 de marzo de 2011, el partido de gobierno en aquel momento.

## Resultados electorales
|  | 0,87 % |

|  | 1,84 % |

|  | 30,86 % |